# Joscha Remus
Joscha Remus (* 23. August 1958 in Speicher, Südeifel) ist ein deutscher Schriftsteller und Journalist.

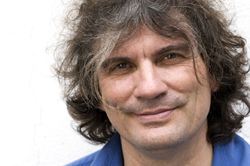
Joscha Remus, 2008

## Leben
Joscha Remus entstammt einer bukowinisch-moselfränkischen Familie. Er studierte Biologie, Germanistik und Philosophie in Trier und Berlin.
Nach zahlreichen Reisen, einem Volontariat und der Arbeit bei einer medizinischen Fachzeitschrift folgten Ausbildungen in Berlin, Rom und London, wo Remus als Kinder-Physiotherapeut praktische Methoden zur Motorischen Intelligenz entwickelte.
Laut Joscha Remus liegt der kognitiven und emotionalen Intelligenz eine Intelligenz der Bewegung zugrunde. Eine Thematik, die er auch praktisch erforschte und 2005 in seinem Buch Infonautik unter anderem mit Stanisław Lem, Antonio Damasio und Vilayanur S. Ramachandran diskutierte. Mit Stanisław Lem führte Joscha Remus für Die Zeit zwei der letzten Interviews, die der Science-Fiction-Autor gab.
In den Neunzigerjahren begann Joscha Remus mit dem Veröffentlichen von Sachbüchern, Reiseführern und Prosa. 2007 begründete er in der Mediothek in Stuttgart das erste Wissenscafé in Deutschland. Eine Ausbildung zum Geräuschemacher bei Thorolf Dormer in Berlin brachte ihn auf die Idee, eine Reise-Hörbuch-Reihe zu beginnen. Von 2006 bis 2010 schrieb und produzierte Joscha Remus weltweit Hör-Reisen im Feature-Format. 2010 wurde diese Reihe namens wegwärts mit dem Deutschen Hörbuchpreis ausgezeichnet.
Neben seiner Tätigkeit als Schriftsteller und Autor arbeitet Joscha Remus vorwiegend als Wissenschafts-, Gourmet- und Reisejournalist.
Wenn nicht auf Reisen, lebt Joscha Remus in Berlin.

## Werke
Literarische Bücher
- Der sanfte Flug der schwarzen Damen. Rumänische Rhapsodien. Picus, Wien 2008

Reise-Bücher
- Gebrauchsanweisung für Neuseeland. Piper, München 2024, 10. Auflage
- Gebrauchsanweisung für Australien. Piper, München 2023, 5. Auflage.
- Komm lass uns wandern. emons, Köln 2023
- Gebrauchsanweisung für Neuseeland. Hardcover. Sonderausgabe zum 25-jährigen Jubiläum der Reihe Gebrauchsanweisungen. Piper, München 2018
- Der Kuss der langen weißen Wolke. Lesereise Neuseeland. Picus, Wien 2017
- Der Lichtertanz am Mauerpark. Lesereise Berlin. Picus, Wien 2013
- Der Sternenwind am Bosporus. Lesereise Istanbul. Picus, Wien 2011

Reiseführer
- 111 Orte in Transsilvanien die man gesehen haben muss. Emons Verlag, Köln 2024, 1. Auflage.
- Berlin - Heimatmomente. 360° medien, Mettmann 2021, 1. Auflage.
- 111 Orte in Luxemburg die man gesehen haben muss. Emons Verlag, Köln 2018, 1. Auflage.
- CityTrip Trier. Reise Know-How, Bielefeld 2012, 4. Auflage.
- Rumänien. Reise Know-How, Bielefeld 2012, 4. Auflage.
- Rumänien und Republik Moldau. Reise Know-How, Bielefeld 2010, 3. Auflage.
- CityTrip Luxemburg. Reise Know-How, Bielefeld 2010, 3. Auflage.

Sachbücher
- KulturSchock Rumänien. Bielefeld: Reise-Know-How, 2011, 3. Auflage.

Erzählende Sachbücher
- Infonautik – Wege durch den Wissensdschungel. Gabal, Offenbach 2005

Sprachführer
- Lëtzebuergesch. Reise Know-How, Bielefeld 2009, 5. Auflage.

Kinderbücher
- Berlin – Stadtführer für Kinder. Picus, Wien 2009, 4. Auflage.

Hörbücher
- Die Māori. Rätsel der Erde. headroom Sound Production, Köln 2012
- wegwärts – Istanbul. Köln: headroom Sound Production, 2010
- wegwärts – Irland. Köln: headroom Sound Production, 2009
- wegwärts – San Francisco. Köln: headroom Sound Production, 2009
- wegwärts – Marokko. Köln: headroom Sound Production, 2008
- wegwärts – Shanghai. Köln: headroom Sound Production, 2008

Reisefotografie-Kalender
- Neuseeland – Eine Reise in 100 Bildern. Harenberg, 2014

Kurzgeschichten
- Die Verwandlung der Kopfnuss. In: Iwwer Grenzen; Über Grenzen, Sans frontieres. Editions Guy Binsfeld, Luxemburg 2007

Anthologien
- Lieblingsstädte. Reise Know-How, Bielefeld 2021, 1. Auflage.

Zeitungsartikel (Auswahl)
- Reisen - Sehen - Zerstören. Der Freitag, 2021
- Auch Hosenträger sind intelligent. Zeit Wissen, 2005
- Stanislaw Lem. Visionär ohne Illusionen. In: Die Zeit, Nr. 31/2005

Radiofeatures (Auswahl)
- Istanbul unter meinen Flügeln. Der osmanische Flugpionier Hezarfen Ahmet Çelebi. ARD Mediathek. SWR2 Wissen, Jan.2010

## Auszeichnungen
- 2008: Förderpreis des rumänischen Kulturinstitutes Bukarest für Der sanfte Flug der schwarzen Damen. Rumänische Rhapsodien.
- 2009: Deutscher Hörbuchpreis (Nominierung für die Reihe wegwärts)
- 2010: Deutscher Hörbuchpreis für die Reihe wegwärts
- 2012: Förderpreis der EU für Die Stadt in meinen Augen – Junge Roma schauen auf Berlin